# سوزي لاك
سوزي لاك هي مصورة كندية، ولدت في 24 يونيو 1947.

## وصلات خارجية
- الموقع الرسمي